# 羅莎手術機器人

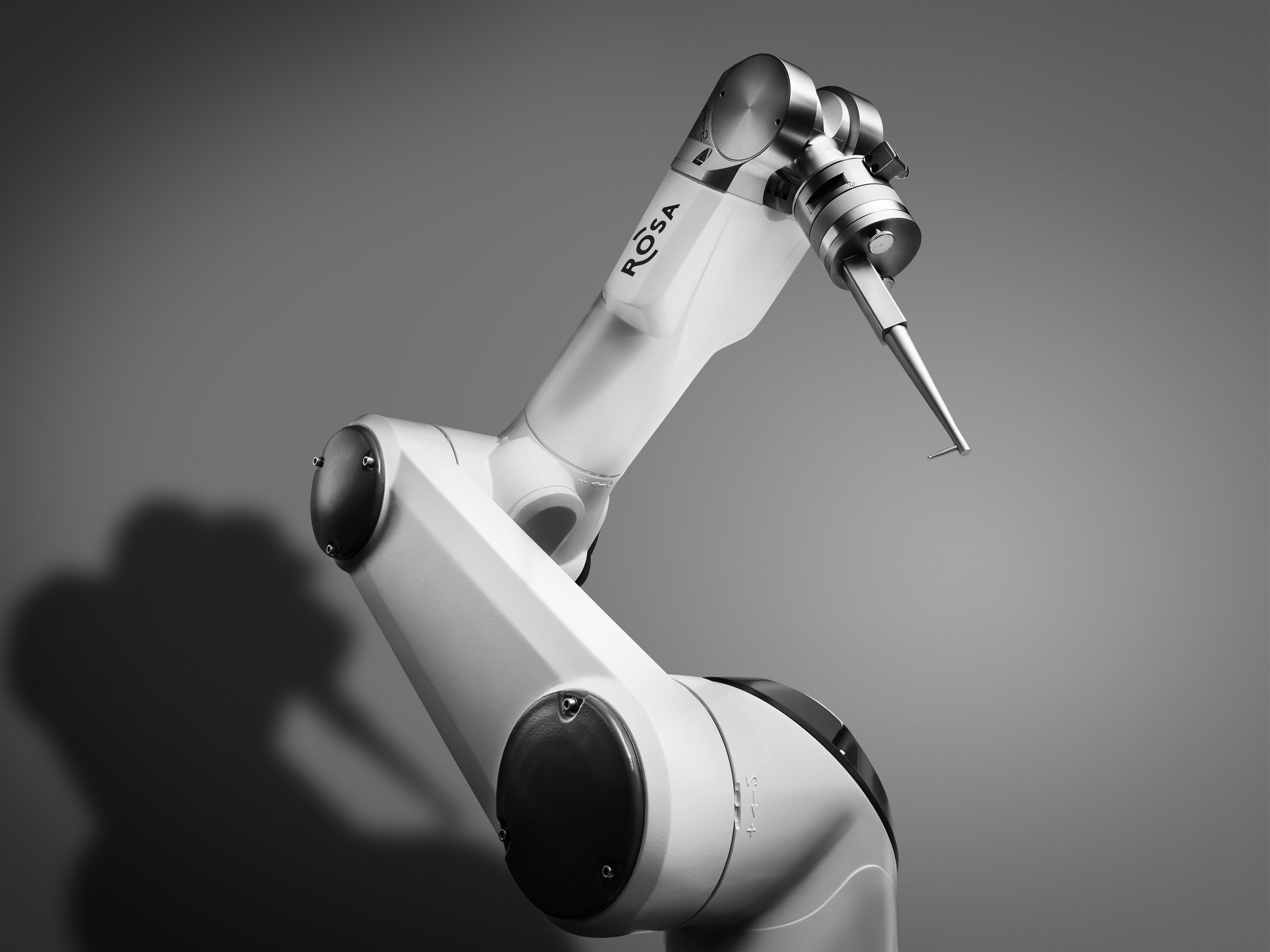
羅莎一號的臂膀。

羅莎手術機械人（英語：ROSA）是一種醫療手術機器人，其應用領域分為骨科和神經外科，可以在手術過程中協助醫師減少手術完成時間並提高手術精準度。
羅莎手術機械人被法國的捷邁醫療器材股份有限公司所收購（包含手術計畫導航軟體及手術機器人手臂），在歐洲、北美洲、亞洲以及中東的120家醫院得到應用。
該手術機械人可以提高無框架立體定向手術的準確性，有助縮短手術時間。特別適用於立體定位腦電圖(stereo-electroencephalography 簡稱SEEG)、腦深層刺激手術 (Deep Brain Stimulation 簡稱DBS)、內窺鏡手術、腦腫瘤切除及小兒外科手術。
使用羅莎手術機器人治療帕金森氏症，執行深部腦刺激手術中提高手術精準度，並有助縮短手術時間。治療癲癇執行立體定位腦電圖植入手術，使手術時間縮短2/3。
2018年，羅莎手術機器人把先前十年的臨床經驗帶到骨科的關節置換手術中，目前已經應用在全人工膝關節置換術、半人工膝關節置換術、以及人工髖關節置換術。

## 外部連結
- Medtech Official Website （页面存档备份，存于）